# E-čou
E-čou (čínsky pchin-jinem Èzhōu, znaky 鄂州) je město a městská prefektura v Čínské lidové republice. Leží ve východní části provincie Chu-pej na jižním břehu řeky Jang-c’-ťiang, naproti Chuang-kangu. Na západě sousedí s hlavním městem provincie s Wu-chanem a na východě s Chuang-š'em.
V prefektuře žije zhruba milion obyvatel na ploše 1589 kilometrů čtverečních.

## Správní členění
Městská prefektura E-čou se člení na tři celky okresní úrovně, všechno městské obvody.
| E-čcheng Chua-žung Liang-c’-chu |          |                       |             |                                         |
| Název                           | Název    | Počet obyvatel (2020) | Rozloha km² | Hustota zalidnění (obyv. na km²) (2020) |
| český přepis                    | znaky    | Počet obyvatel (2020) | Rozloha km² | Hustota zalidnění (obyv. na km²) (2020) |
| Městské obvody                  |          |                       |             |                                         |
| E-čcheng                        | 鄂城区   | 695 697               | 613         | 1 136                                   |
| Chua-žung                       | 华容区   | 256 834               | 483         | 532                                     |
| Liang-c’-chu                    | 梁子湖区 | 126 822               | 494         | 257                                     |
|                                 |          |                       |             |                                         |
| Celkem                          | Celkem   | 1 079 353             | 1 589       | 679                                     |